# Seth Plum
Seth Lewis Plum (Londra, 15 luglio 1899 – 29 novembre 1969) è stato un calciatore inglese, di ruolo centrocampista.

## Carriera
Ha disputato un incontro con la Nazionale inglese nel 1923.